# Alice in Wonderland (pel·lícula de 1976)
Alice in Wonderland és una pel·lícula musical de comèdia nord-americana de 1976 basada en el llibre de Lewis Carroll de 1865 Alícia en terra de meravelles. La pel·lícula amplia la història original per incloure sexe i un ampli humor per a adults, així com cançons originals. La pel·lícula va ser dirigida per Bud Townsend, produïda per William Osco, i escrita per Bucky Searles, basada en un concepte de Jason Williams.
L'argument gira al voltant d'Alice (Kristine DeBell), una bibliotecària que s'adorm llegint el llibre Alícia en terra de meravelles, i somia amb el Conill blanc (Larry Gelman), a qui segueix al País de les Meravelles, on comença a experimentar amb la seva sexualitat inexplorada. A través d'una sèrie de trobades sexuals, l'Alice perd les seves inhibicions sexuals i es deixa alliberar sexualment. La pel·lícula és una comèdia eròtica softcore amb números musicals orquestrats que fan avançar la trama i contribueixen a l'humor de la pel·lícula.
Després de l'estrena en una versió més llarga, es van editar tres minuts de la pel·lícula, i va ser classificada R per la MPAA, i estrenada en cinemes per General National, un companyia formada pels productors Jason Williams i William Osco, perquè altres distribuïdors no estaven disposats a distribuir una pel·lícula de sexe. La pel·lícula va recaptar més de 90 milions de dòlars a taquilla. Més tard, Osco va reeditar la pel·lícula com a hardcore, incorporant sexe explícit que no formava part de la seva producció original. El 2004, Osco va organitzar una adaptació escènica del musical Off-Broadway.

## Repartiment
Després de rebutjar els avenços del seu xicot, William (Ron Nelson), la bibliotecària Alice s'adorm llegint Alícia en terra de meravelles. El Conill Blanc se li apareix en un somni i ella el segueix al País de les Meravelles. Trobant-se en una habitació i massa gran per passar per la petita porta, l'Alice beu una poció que fa que s'encongeixi mentre el seu vestit segueix sent la mateixa mida, deixant-la nua. Mentre persegueix el Conill Blanc, cau a un riu i comença a ofegar-se, però és salvada per un grup d'habitants locals. Després de fer-se amistat amb ells, l'Alice rep un vestit nou (encara que molt revelador) abans de tornar a correr darrere del Conill Blanc. Mentre camina pel bosc, comença a experimentar amb la seva sexualitat despullant-se i masturbant-se. El Conill Blanc es gira cap amb ella i la porta a conèixer el Barreret Boig.
Després de sentir-se incòmoda inicialment quan el Barreter Boig li exposa el seu penis, l'Alice finalment li fa una felació. Aleshores se la crida per ajudar Humpty Dumpty, que ha caigut d'una paret, fent-li perdre la capacitat d'aconseguir una erecció. La situació es rectifica quan l'Alice també fa una fel·lació a Dumpty. Aleshores la porta a conèixer els germans Tweedledee i Tweedledum, als quals observa tenir relacions sexuals apassionades però incestuoses. Després d'aquesta trobada, l'Alícia, el Conill Blanc i el Barret Boig continuen cap al Ball del Rei. De camí, es troben amb una parella fent sexe en un camp obert; L'Alice els exhorta, però se la ignora. A la cort reial, el Rei de Cors conversa amb Alícia, parlant amb ella sobre l'autoempoderament i ignorant els judicis dels altres; finalment la sedueix.
La Reina de Cors apareix de sobte, enxampant Alícia i el Rei junts al llit. Es celebra un judici precipitat i l'Alice és "condemnada" per ser verge. Com a càstig, la reina ordena a l'Alice que mantingui sexe amb ella. Es produeixen diverses escapades sexuals entre diversos personatges mentre l'Alice es prepara per complir la seva condemna, inclosa una breu trobada lèsbica entre l'Alice i les minyones de la reina. L'Alícia i la Reina tenen sexe lèsbic, però, com a resultat del cunnilingus que rep d'Alice, la Reina experimenta un orgasme tan fort que la incapacita breument. El Sombrerer Boig i el Conill Blanc ajuden l'Alice a escapar de la Reina, que la persegueix sense èxit.
Després de despertar del seu somni i tornar així al món real, l'Alice torna a trobar-se amb William. Després d'haver experimentat un despertar sexual mentre es trobava al País de les Meravelles, l'Alice accepta els avenços de William i tenen sexe a la biblioteca. En una seqüència final, l'Alice viatja pel País de les Meravelles nua abans que ella i William marxin cap a la seva nova llar, on viuen "feliços per sempre".
- Kristine De Bell - Alice
- Larry Gelman - Conill Blanc
- Alan Novak - Barreter Boig
- Terri Hall (Terry Hall) - Infermera
- Jason Williams - Cavaller Blanc
- Ron Nelson - William
- Bucky Searles - Humpty Dumpty
- Gila Havana- Noia del cavaller negre
- J. P. Paradine - Jutge / Scrugg
- Bree Anthony i Tony Richards - Tweedledum i Tweedledee
- Angel Barrett
- Nancy Dare as Nurse
- Bruce Finklesteen - Cavaller Negre
- Juliet Graham - Reina de Cors
- Astrid Hayase - Tart
- John Lawrence - Rei de Cors
- Ed Marshall
- Melvina Peoples
- Marcia Raven
- Chris Steen - Oogaloo

## Números musicals
- "Whole New World"
- "(Guess I Was Just Too Busy) Growing Up"
- "If You Haven't Got Dreams, You Ain't Got Nothing (19 Going on 90)"
- "His Ding-A-Ling Is Up"
- "Tweedledee and Tweedledum's Song"
- "What's a Nice Girl Doin' with a Knight?"
- "Cards, Cards, Cards"
- "Make Each and Every Movement Count"
- "Happy Love"
- "Whole New World" (Reprise)

## Producció
L'actor i director Jason Williams va concebre la idea de produir una reimaginació per a adults d' Alícia en terra de meravelles de Lewis Carroll, proposant que fos un "musical amb classificació X" a l'estil de la comèdia sexual Flesh Gordon, en la qual havia estat protagonista. Williams va presentar la pel·lícula al productor William Osco, a qui li va agradar la idea, va contractar el còmic Bucky Searles per escriure el guió i les cançons, i va recaptar 100.000 dòlars per a la producció.
La producció va tenir lloc a la ciutat de Nova York. Williams va publicar un anunci a TheVillage Voice demanant audicions per a un "musical classificat X", indicant que els sol·licitants "han de poder cantar i ballar". Williams també era ocupat amb altres aspectes de la producció per dirigir la pel·lícula, així que Bud Townsend va ser contractat com a director. Townsend, a qui Williams havia conegut audicionant per a la seva pel·lícula de terror Terror at Red Wolf Inn, va ser un prolífic director d'anuncis de televisió. Tot i que Townsend no havia dirigit mai una pel·lícula de sexe abans, va ser contractat per dirigir Alice in Wonderland, juntament amb la seva dona Patty, que va exercir com a supervisora del guió. El ball va ser coreografiat per Buddy. Schwab, un coreògraf d'èxit amb crèdits a Broadway. La pel·lícula s'havia de rodar inicialment en pel·lícula de 16 mm, però Townsend va convèncer els productors a filmar en pel·lícula de 35 mm.
Juliet Graham va fer una audició per al paper d'Alice, però se li va oferir el paper de la Reina de Cors, que va acceptar. A través d'una agència de models, Kristine DeBell va ser elegida com Alice. La model de 20 anys tenia formació en teatre musical, i sabia cantar i ballar. Molts dels actors eren habituals de l'escena porno de Nova York, mentre que d'altres eren actors destacats de personatges de cinema i televisió com Larry Gelman, un amic del guionista, que va acceptar interpretar el conill blanc si no havia d'aparèixer nu, i si la seva dona i els seus fills podien ser traslladats a Nova York amb el pressupost de la producció. Les audicions per a intèrprets de cant i ball van emfatitzar principalment les habilitats de ball dels actors, ja que els productors tenien previst tornar a gravar la major part del cant amb cantants professionals.
La pel·lícula es va rodar en només deu dies al juny o al juliol de 1975. Durant el rodatge, la majoria dels actors es van quedar a la casa utilitzada a la imatge. els números musicals de la pel·lícula s'utilitzaven perquè els actors sincronitzessin els llavis durant el rodatge.
El pla inicial era produir la pel·lícula com a porno dur, però un cop va començar el rodatge, Williams va dir: "La visió de la pel·lícula es va començar a expandir ràpidament. Teníem aquests grans decorats, un disseny elaborat i vam tenir aquesta gran oportunitat. Així que teníem aquest calendari de rodatge relativament curt i no teníem gaire temps per entrar i fer moltes coses de primer pla que necessiteu per al hardcore", de manera que les escenes de sexe es van filmar en plans amples. De Bell va actuar en una escena de sexe lèsbic no simulat amb Juliet Graham.
El repartiment i la tripulació van descriure Osco com una figura intimidant, amb Juliet Graham dient que Osco va amenaçar amb no pagar-li si no passava una nit a l'habitació de l'hotel, i ho va fer, però no va tenir sexe amb ell, i li va dir a Osco que era la xicota de l'actor porno Jamie Gillis. Osco va convèncer De Bell perquè li permetés filmar-la fent sexe oral a Osco, dient que era necessari per a la pel·lícula.
El pressupost de la pel·lícula es va gastar íntegrament en el rodatge, i la productora Kaleidoscope Films va proporcionar entre 250.000 i 300.000 dòlars per a la postproducció de la pel·lícula. El músic i compositor Peter Matz va tornar a gravar les cançons de la pel·lícula amb arranjaments orquestrals complets i la postproducció es va completar a finals de 1975.

## Estrena
L'estrena de la pel·lícula va tenir lloc a Times Square el 1976, en un esdeveniment al qual va assistir Andy Warhol. Va tenir una bona acollida, però els productors no van poder interessar a un distribuïdor a causa de la manca de voluntat d'estrenar una pel·lícula de sexe, així que Williams i Osco van decidir formar una nova empresa per distribuir-la, anomenant-la General National, explicant: "En aquell moment, hi havia una empresa anomenada "General National" […] així que si ens diem "General National", tothom pensarà que és la mateixa gran empresa i ens tractaran de la mateixa manera." Per al llançament general, es van eliminar tres minuts i la MPAA li va donar una classificació R. Simultàniament amb el l'estrena de la pel·lícula, De Bell va aparèixer a la portada de Playboy. Osco va vendre els drets de distribució estrangers a diversos distribuïdors dins dels mateixos territoris, dient a cada distribuïdor que tenia drets de distribució exclusius.
La pel·lícula va recaptar més de 90 milions de dòlars a nivell mundial. Segons De Bell, la pel·lícula va recaptar més de 100 milions de dòlars, i tot i que va dir a un entrevistador que tot i que tenia l'1% de propietat de la pel·lícula, no va veure cap dels beneficis.
L'octubre de 1976, els advocats de la Taconic Park Commission van amenaçar amb una demanda contra Osco després de descobrir que havia filmat en llocs històrics sense permís. Un mes després, la pel·lícula va ser revisada pel crític de cinema Roger Ebert, que va escriure: "Potser perquè vaig anar amb poques expectatives, vaig trobar la pel·lícula una sorpresa agradable. I la seva sorpresa més agradable és la seva estrella, Kristine De Bell, que projecta tanta frescor i ingenuïtat que ens encanta fins i tot en escenes on estan passant coses força alarmants. Crec que té un futur al cinema, i no sols a le pel·lícules X; hi ha una obertura a la seva expressió, una franquesa en la seva interpretació, això és realment atractiu."
Williams i Osco planejaven fer una pel·lícula per a adults basada en El màgic d'Oz com a continuació, però no es va produir. Posteriorment, Williams, Osco i De Bell va fer la pel·lícula The Great American Girl Robbery. Williams i Osco també tenien previst produir una pel·lícula a l'estil American Graffiti, i Pee Wee Pigskin, una pel·lícula inspirada en Bad News Bears. pel·lícula de futbol amb nens.
Després que Alice in Wonderland s'estrenés com a softcore, Osco va reeditar la pel·lícula com a hardcore, inserint plans de penetració explícits que no formaven part del rodatge original, incloent-hi el metratge de De Bell fent sexe oral a Osco, que va ser editat. a la seqüència del Barreter Boig. Posteriorment, diverses persones de la producció, així com Kaleidoscope Films, van demandar a Osco, que no n'havia pagat a alguns i havia robat diners d'altres. Kaleidoscope va acabar posseint els drets de la pel·lícula arran de la demanda. A Osco li van robar impressions de la pel·lícula perquè pogués redistribuir-la sense el permís dels propietaris. Les versions de la pel·lícula amb classificació R i hardcore es van distribuir en VHS, i el 2007, Subversive Cinema va llançar un DVD que conté les versions softcore i hardcore de la pel·lícula.

## Adaptacions
Al gener de 2004, Osco va produir i dirigir una adaptació off Broadway musical d'Alice in Wonderland al Kirk Theatre, Nova York. La producció escènica, titulada Alice in Wonderland: An Adult Musical Comedy, inclou una partitura original de TayWah i anuncia que és "només per a públic madur" i "conté nuesa total". L'espectacle està ambientat en un parc de tràilers a Weehawken (Nova Jersey) i segueix el despertar sexual d'Alice mentre "escapa dels avenços del seu xicot i de les borratxeres de la mare" cap a un nou món eròtic.
Ken Russell va planejar un remake de la pel·lícula de 1976, i en va escriure un guió amb Osco, però Russell va morir abans que es pogués produir. Al desembre de 2011, la vídua de Russell i Osco encara estaven avançant amb la producció del remake, com a homenatge a Russell.